# 352646 Blumbahs
352646 Blumbahs è un asteroide della fascia principale. Scoperto nel 2008, presenta un'orbita caratterizzata da un semiasse maggiore pari a 2,1804681 UA e da un'eccentricità di 0,1340964, inclinata di 7,21620° rispetto all'eclittica.
L'asteroide è dedicato all'astronomo lettone Fricis Blumbahs.